# CENPO
La proteína centromérica O es una proteína que en humanos está codificada por el gen CENPO. CENPO está involucrado en la proliferación celular y la progresión del ciclo celular y se ha demostrado que está regulado a la baja en las neuroesferas trisómicas, un modelo de laboratorio del síndrome de Down, lo que resulta en un número reducido de progenitores neuronales y neuroblastos y una reducción severa en el número de neuronas producidas.